# Over Joyed
《Over Joyed》是韓國Pop Dance組合SS501主唱許永生於2012年9月19日由B2M Entertainment企劃，波麗佳音發行的首張日文正規專輯。

## 專輯概要
- 本作為許永生於日本以個人名義發行的首張日文正規專輯。是由來自日本、韓國、臺灣、美國、德國等多國的詞曲創作者共同合作完成的跨國際化專輯。收錄曲目包含2011年5月12日韓國發行之首張個人EP《LET IT GO》由4Minute泫雅擔任feat.造成話題的主打歌曲〈LET IT GO〉日語版本與2012年5月22日韓國發行之第二張個人EP《SOLO》由永生親自作詞的主打歌曲〈Crying〉日語版本及〈Hello Mello〉日語版本等11首的原創音樂作品[1]。並於2012年8月17日起進行預購，分為初回限定盤、普通盤雙版本，專輯封面皆是以近似曝光的色調呈現鮮豔具有POP藝術的設計風格。另9月12日於Recochoku公開主打歌曲「1.2.3」來電答鈴[2]。
- 主打歌曲「1.2.3」是首能令人感到興奮地肆無忌憚玩樂的搖滾曲風，由曾與SE7EN、KAT-TUN、土屋安娜等日韓歌手合作的美國作曲家ANTHONY MAZZA與同來自美國的清新創作女生Shida kaviani及日本知名作詞家松井五郎共同製作的歌曲。歌詞以「從現在開始one、感受two、跳起來three」帶出接續的歌詞意境且也巧妙地交代歌名來由，更演唱出「over joyed（欣喜若狂） 」歌詞間接呈現出此張專輯的概念，再由永生具有壓到性的魅力唱腔演繹歌曲完整了全曲所帶給人的搖滾風格。

### 音樂錄影帶
- 通過Space Shower TV Plus頻道BEST HIT! ALBUM RANKING單元於2012年9月12日公開主打歌曲「1.2.3」二十四秒的音樂影像預告。畫面從飛機機師起動操控把手展開，在響起的配樂中永生化身搖滾樂隊主唱，站在飛機走道上預備著動作及美貌的空服人員與機師的互動，導出完整版的故事內容引子。同時Music On! TV頻道亦播出「Crying」音樂影像[註 1]。而「1.2.3」四分十六秒完整版本音樂影像於9月13日起在Space Shower TV、MUSIC ON! TV等頻道公開。Pony Canyon官方Youtube頻道亦分別於9月17日線上公開「1.2.3」四十六秒短版音樂影像[3]；9月18日公開四分十六秒完整版音樂影像。音樂影像導演為MOON MIN JU。

## 曲目
1. DraMagic![5]03:44
  - 作詞：藤林聖子 / 作曲 / 編曲：David Amber，Amanda Droste / 樂曲Artist：許永生
2. VACATION 03:44
  - 作詞：MEG.ME / 作曲：Steven Lee，Mark Smith，DANIEL NITT / 編曲：Steven Lee，Mark Smith / 樂曲Artistト：許永生
3. 1.2.3 03:45
  - 作詞：松井五郎（日语：松井五郎） / 作曲：Anthony Mazza，Shida Kaviani / 編曲：Joey Carbone，Anthony Mazza
  - 主打歌曲
4. BEAUTIFUL 04:54
  - 作詞：kenko-p / 作曲 / 編曲：Paul Drew，Greig Watts，Pete Barringer / 樂曲Artist：許永生
5. True Tears 03:48
  - 作詞：松井五郎（日语：松井五郎） / 作曲 / 編曲：Kim Won / 樂曲Artist：許永生
6. Crying-Japanese ver.- 04:11
  - 作詞：Heo Young Saeng，Kim Tae Wan / 日本語詞：藤林聖子 / 作曲 / 編曲：Steven Lee / 樂曲Artist：許永生
7. LET IT GO-Japanese ver.- 03:22
  - 作詞：Han Jae Ho，Song Soo Yoo / 日本語詞：藤林聖子 / 作曲:Han Jae Ho，Kim Seung Soo 
編曲：Han Jae Ho，Kim Seung Soo，Hong Seung Hyun / 樂曲Artist：許永生
8. Dream on 04:15
  - 作詞：松井五郎（日语：松井五郎） / 作曲 / 編曲：Fredrik Samsson，麻衣，Stefan Ekstedt，Magnus Sjolander / 樂曲Artist：許永生
9.  04:41
  - 作詞：松井五郎（日语：松井五郎） / 作曲：陳稔之(Aren Chen)[註 2]，姚智偉(David Yao)[註 3]/ 編曲：Joey Carbone，Anthony Mazza / 樂曲Artist：許永生
10. Timeless Love 04:25
  - 作詞：藤林聖子 / 作曲 / 編曲：Paul Drew，Greig Watts，Pete Barringer / 樂曲Artist：許永生
11. Hello Mello-Japanese ver.- 04:06
  - 作詞：Lee Seung Jae / 日本語詞：MEG.ME / 作曲：Steven Lee / 編曲：Akiyuki Tateyama / 樂曲Artist：許永生

## 成績

### 專輯排名
Tower Record
- 2012年9月18日，Tower Record澀谷店日間綜合排名第4位[6]
- 2012年9月17日－09月23日，Tower Records全店K-POP專輯週排名第3位[7]

Oricon
- 2012年9月18日，CD專輯日間榜排名第19位[8]
- 2012年9月17日〜2012年9月23日，CD專輯周間榜排名第29名，銷售量4,283

## 活動紀錄
- 許永生 首張日本專輯發售紀念活動

| 日期          | 站次 | 時間      | 地點       |
| 2012年9月22日 | 東京 | 開場20:30 | 澀谷 AX    |
| 2012年9月24日 | 大阪 | 開場22:00 | Zepp NAMBA |

- 許永生 CONCERT 2012 『Over joyed』

| 日期          | 站次 | 時間                | 地點       |
| 2012年9月22日 | 東京 | 開場16:00 開演17:00 | 澀谷 AX    |
| 2012年9月24日 | 大阪 | 開場17:30 開演18:30 | Zepp NAMBA |

## 發行歷史
| 版本       | 型號       | 價格    | 地區 | 發行日期      | 發行商   | 形式     | 內容                                                                      |
| ---------- | ---------- | ------- | ---- | ------------- | -------- | -------- | ------------------------------------------------------------------------- |
| 初回限定盤 | PCCA.03655 | ￥3,800 | 日本 | 2012年9月19日 | 波麗佳音 | CD + DVD | DVD收錄內容 ⒈「1.2.3」Music Video ⒉Music Video Making影片 活動應募抽獎券A |
| 普通盤     | PCCA.03656 | ￥3,000 | 日本 | 2012年9月19日 | 波麗佳音 | CD       | 活動應募抽獎券B（首批發行 封入）                                          |

## 外部連結
-  SS501 官方網站
-  B2M 官方YouTube（页面存档备份，存于）
-  許永生 韓國官方網站
-  許永生 官方FanClub
-  許永生 官方YouTube（页面存档备份，存于）
- （日語） 許永生 日本官方網站
- （日語） 許永生 日本波麗佳音官方網站

Template:B2M Entertainment